# Coppa delle Nazioni
La Coppa delle Nazioni è un torneo internazionale di hockey su pista organizzato, a inviti, dal Montreux Hockey Club con cadenza biennale nel periodo pasquale. È riconosciuto sia dalla FIRS, Federazione Internazionale di Roller Sport e sia dalla CIRH ossia il Comitato internazionale di Rink Hockey ed è molto considerato per l'alto valore delle squadre nazionali o di club che partecipano.

## Storia
Nel 1921 il Montreux Hockey Club, il club più antico di hockey su pista svizzero, decise di organizzare un torneo nel periodo di Pasqua chiamandolo Torneo di Pasqua. Riconosciuto sia dalla FIRS – Federazione Internazionale di Roller Skating -  che dal CIRH – Comitato Internazionale Rink Hockey -, i due massimi organi internazionali dell'hockey su pista. Nel 1924, durante lo svolgimento della quarta edizione del torneo, venne fondata la FIRS.
Successivamente venne chiamato anche Coppa delle Nazioni, Torneo di Montreux e fu anche abbinato a 2 edizioni dei Campionati Mondiali (1939, 1948 e valevoli anche come Campionato Europeo), a 3 edizioni ufficiali (1927, 1929, 1931) ed a 2 edizioni non ufficiali (1924, 1925) degli Europei. Dal 1949 la denominazione è “Coppa delle Nazioni” e Torneo Internazionale, con la partecipazione di team dei cinque continenti ed è inclusa nel calendario annuale mondiale. Dal 1993 si disputa negli anni dispari.

## Albo d'oro
| Anno          | Nome torneo                      | Finale primo posto   | Finale primo posto | Finale primo posto   | Finale terzo posto   | Finale terzo posto | Finale terzo posto    | Numero di squadre |
| Anno          | Nome torneo                      | Vincitore            | Risultato          | 2º posto             | 3º posto             | Risultato          | 4º posto              | Numero di squadre |
| ------------- | -------------------------------- | -------------------- | ------------------ | -------------------- | -------------------- | ------------------ | --------------------- | ----------------- |
| 1921 Dettagli | Torneo di Pasqua                 | Montreux             | 7-1; 3-1; 2-0      | SSRC Stoccarda       |                      |                    |                       | 2                 |
| 1922 Dettagli | Torneo di Pasqua                 | Montreux             | 4-2; 5-2; 4-2      | Paris                |                      |                    |                       | 2                 |
| 1923 Dettagli | Torneo di Pasqua                 | Inghilterra          | 4-2; 6-4; 8-2      | Montreux             |                      |                    |                       | 2                 |
| 1924 Dettagli | Campionato europeo non ufficiale | Inghilterra          | Girone unico       | Montreux             | Tourcoing            | Girone unico       | Paris                 | 6                 |
| 1925 Dettagli | Campionato europeo non ufficiale | Inghilterra          | Girone unico       | Svizzera             | Francia              | Girone unico       | Belgio                | 6                 |
| 1926 Dettagli | Torneo di Montreux               | Stade Bordelais      | 6-10; 6-5; 8-0     | Montreux             |                      |                    |                       | 2                 |
| 1927 Dettagli | Campionati europei               | Inghilterra          | Girone unico       | Francia              | Svizzera             | Girone unico       | Germania              | 6                 |
| 1929 Dettagli | Campionati europei               | Inghilterra          | Girone unico       | Italia               | Francia              | Girone unico       | Germania              | 6                 |
| 1930 Dettagli | Torneo di Montreux               | Faversham            | Girone unico       | Stade Bordelais      | ERC Stoccarda        | Girone unico       | Montreux              | 6                 |
| 1931 Dettagli | Campionati europei               | Inghilterra          | Girone unico       | Francia              | Svizzera             | Girone unico       | Italia                | 7                 |
| 1932 Dettagli | Coppa delle Nazioni              | Herne Bay United     | Girone unico       | ERC Stoccarda        | Montreux             | Girone unico       | Milan                 | 5                 |
| 1933 Dettagli | Torneo di Montreux               | ERC Stoccarda        | Girone unico       | Montreux             | Stade Bordelais      | Girone unico       | Milan                 | 4                 |
| 1934 Dettagli | Torneo di Montreux               | Montreux             | Girone unico       | ERC Stoccarda        | Ginevra              | Girone unico       | Roma                  | 4                 |
| 1935 Dettagli | Torneo di Montreux               | Italia               | Girone unico       | Montreux             | DLF Trieste          | Girone unico       | Lione                 | 4                 |
| 1935 Dettagli | Torneo di Pasqua                 | Montreux             | 5 - 2              | DLF Trieste          | Italia               |                    | Lione                 | 4                 |
| 1937 Dettagli | Coppa delle Nazioni              | Germania             | Girone unico       | Italia               | Francia              | Girone unico       | Svizzera              | 4                 |
| 1938 Dettagli | Coppa delle Nazioni              | Herne Bay United     | Girone unico       | Italia               | Svizzera             | Girone unico       | Germania              | 4                 |
| 1939 Dettagli | Campionato del Mondo             | Inghilterra          | Girone unico       | Italia               | Portogallo           | Girone unico       | Belgio                | 7                 |
| 1941 Dettagli | Torneo di Pasqua                 | Montreux             | 3-2; 6-1           | Lione                |                      |                    |                       | 2                 |
| 1946 Dettagli | Coppa delle Nazioni              | Monza                | Girone unico       | Selezione di Lisbona | Selezione di Anversa | Girone unico       | Selezione di Bordeaux | 7                 |
| 1947 Dettagli | Coppa delle Nazioni              | Selezione di Lisbona | Girone unico       | Herne Bay United     | Monza                | Girone unico       | Espanyol              | 7                 |
| 1948 Dettagli | Campionato del Mondo             | Portogallo           | Girone unico       | Inghilterra          | Italia               | Girone unico       | Spagna                | 9                 |
| 1949 Dettagli | Coppa delle Nazioni              | Portogallo           | Girone unico       | Espanyol             | Herne Bay United     | Girone unico       | Triestina             | 6                 |
| 1950 Dettagli | Coppa delle Nazioni              | Inghilterra          | Girone unico       | Portogallo           | Italia B             | Girone unico       | Espanyol              | 8                 |
| 1951 Dettagli | Coppa delle Nazioni              | Belgio               | Girone unico       | Montreux             | Inghilterra          | Girone unico       | Italia                | 8                 |
| 1952 Dettagli | Coppa delle Nazioni              | Spagna               | Girone unico       | Portogallo           | Montreux             | Girone unico       | Inghilterra           | 8                 |
| 1953 Dettagli | Coppa delle Nazioni              | Espanyol             | Girone unico       | Portogallo           | Italia B             | Girone unico       | Montreux              | 8                 |
| 1954 Dettagli | Coppa delle Nazioni              | Portogallo           | Girone unico       | Montreux             | Italia B             | Girone unico       | Espanyol              | 8                 |
| 1955 Dettagli | Coppa delle Nazioni              | Portogallo           | Girone unico       | Spagna               | Italia B             | Girone unico       | Germania Ovest        | 8                 |
| 1956 Dettagli | Coppa delle Nazioni              | Portogallo           | Girone unico       | Spagna               | Montreux             | Girone unico       | Inghilterra           | 8                 |
| 1957 Dettagli | Coppa delle Nazioni              | Spagna               | Girone unico       | Portogallo           | Italia               | Girone unico       | Germania Ovest        | 8                 |
| 1958 Dettagli | Coppa delle Nazioni              | Lourenço Marques     | Girone unico       | Spagna               | Montreux             | Girone unico       | Italia                | 8                 |
| 1959 Dettagli | Coppa delle Nazioni              | Spagna               | Girone unico       | Portogallo           | Montreux             | Girone unico       | Italia                | 8                 |
| 1960 Dettagli | Coppa delle Nazioni              | Spagna               | Girone unico       | Portogallo           | Italia               | Girone unico       | Montreux              | 8                 |
| 1961 Dettagli | Coppa delle Nazioni              | Voltregà             | Girone finale      | Benfica              | Amatori Modena       | Girone finale      | Montreux              | 8                 |
| 1962 Dettagli | Coppa delle Nazioni              | Benfica              | Girone finale      | Monza                | Inghilterra          | Girone finale      | Montreux              | 8                 |
| 1963 Dettagli | Coppa delle Nazioni              | Portogallo           | Girone unico       | Spagna               | Montreux             | Girone unico       | TSG Darmstadt         | 6                 |
| 1964 Dettagli | Coppa delle Nazioni              | Spagna               | Girone unico       | Montreux             | Germania Ovest       | Girone unico       | Italia                | 6                 |
| 1965 Dettagli | Coppa delle Nazioni              | Portogallo           | Girone unico       | Spagna               | Italia               | Girone unico       | Montreux              | 6                 |
| 1967 Dettagli | Coppa delle Nazioni              | Spagna               | Girone unico       | Montreux             | Paesi Bassi          | Girone unico       | Italia                | 6                 |
| 1968 Dettagli | Coppa delle Nazioni              | Portogallo           | Girone unico       | Spagna               | Montreux             | Girone unico       | Triestina             | 6                 |
| 1970 Dettagli | Coppa delle Nazioni              | Portogallo           | Girone unico       | Voltregà             | Italia               | Girone unico       | Montreux              | 6                 |
| 1971 Dettagli | Coppa delle Nazioni              | Spagna               | Girone unico       | Selezione di Lisbona | Francia              | Girone unico       | Italia                | 6                 |
| 1973 Dettagli | Coppa delle Nazioni              | Portogallo           | Girone unico       | Spagna               | Paesi Bassi          | Girone unico       | Germania Ovest        | 7                 |
| 1975 Dettagli | Coppa delle Nazioni              | Spagna               | Girone unico       | Portogallo           | Italia               | Girone unico       | Argentina             | 7                 |
| 1976 Dettagli | Coppa delle Nazioni              | Spagna               | Girone unico       | Portogallo           | Germania Ovest       | Girone unico       | Italia                | 6                 |
| 1978 Dettagli | Coppa delle Nazioni              | Spagna               | Girone unico       | Portogallo           | Germania Ovest       | Girone unico       | Italia                | 6                 |
| 1980 Dettagli | Coppa delle Nazioni              | Spagna               | Girone unico       | Argentina            | Paesi Bassi          | Girone unico       | Portogallo            | 8                 |
| 1982 Dettagli | Coppa delle Nazioni              | Italia               | Girone unico       | Argentina            | Portogallo           | Girone unico       | Germania Ovest        | 9                 |
| 1984 Dettagli | Coppa delle Nazioni              | Portogallo           | Girone unico       | Reus Deportiu        | Germania Ovest       | Girone unico       | Italia                | 8                 |
| 1987 Dettagli | Coppa delle Nazioni              | Portogallo           | Girone unico       | Argentina            | Stati Uniti          | Girone unico       | Germania Ovest        | 9                 |
| 1989 Dettagli | Coppa delle Nazioni              | Argentina            | Girone unico       | Novara               | Portogallo           | Girone unico       | Spagna                | 9                 |
| 1991 Dettagli | Coppa delle Nazioni              | Spagna               | Girone finale      | Portogallo           | Italia               | Girone finale      | Roller Monza          | 10                |
| 1993 Dettagli | Coppa delle Nazioni              | Argentina            | Girone unico       | Roller Monza         | Tordera              | Girone unico       | Portogallo            | 9                 |
| 1994 Dettagli | Coppa delle Nazioni              | Portogallo           | 5 - 0              | Italia               | Argentina            | 4 - 3              | Spagna                | 8                 |
| 1995 Dettagli | Coppa delle Nazioni              | Barcellona           | 3 - 3 (4-3 dtr)    | Portogallo           | Argentina            | 9 - 7              | Roller Monza          | 8                 |
| 1997 Dettagli | Coppa delle Nazioni              | Portogallo           | 2 - 0              | Spagna               | Amatori Vercelli     | 3 - 3 (5-3 dtr)    | Francia               | 8                 |
| 1999 Dettagli | Coppa delle Nazioni              | Spagna               | 2 - 1              | Portogallo           | Montreux             | 1 - 0              | Francia               | 8                 |
| 2001 Dettagli | Coppa delle Nazioni              | Spagna               | 6 - 4              | Portogallo           | Italia               | 4 - 1              | Argentina             | 8                 |
| 2003 Dettagli | Coppa delle Nazioni              | Spagna               | 2 - 2 (3-2 dtr)    | Portogallo           | Francia              | 2 - 0              | Svizzera              | 8                 |
| 2005 Dettagli | Coppa delle Nazioni              | Spagna               | 0 - 0 (2-1 dtr)    | Portogallo           | Primavera Prato      | 1 - 1 (3-1 dtr)    | Svizzera              | 8                 |
| 2007 Dettagli | Coppa delle Nazioni              | Spagna               | 3 - 0              | Portogallo           | Svizzera             | 3 - 0              | Francia               | 8                 |
| 2009 Dettagli | Coppa delle Nazioni              | Portogallo           | 3 - 1              | Spagna               | Argentina            | 2 - 2 (3-2 dtr)    | Angola                | 8                 |
| 2011 Dettagli | Coppa delle Nazioni              | Portogallo           | 2 - 1              | Spagna               | Argentina            | 5 - 4              | Angola                | 8                 |
| 2013 Dettagli | Coppa delle Nazioni              | Portogallo           | 4 - 4 (5-4 dtr)    | Spagna               | Angola               | 6 - 3              | Germania              | 8                 |
| 2015 Dettagli | Coppa delle Nazioni              | Portogallo           | 3 - 2              | Spagna               | Italia               | 2 - 2 (3-2 dtr)    | Angola                | 8                 |
| 2017 Dettagli | Coppa delle Nazioni              | Argentina            | 6 - 5              | Portogallo           | Spagna               | 5 - 3              | Francia               | 8                 |
| 2019 Dettagli | Coppa delle Nazioni              | Portogallo           | 5 - 3              | Argentina            | Italia               | 7 - 1              | Angola                | 8                 |
| 2024 Dettagli | Coppa delle Nazioni              | Argentina            | 5 - 2              | Portogallo           | Francia              | 5 - 5 (2-1 dtr)    | Italia                | 8                 |

### Riepilogo vittorie
| Numero | Nazionale / Club     | Anni |
| ------ | -------------------- | --- |
| 19     | Portogallo           | 1948, 1949, 1954, 1955, 1956, 1963, 1965, 1968, 1970, 1973, 1984, 1987, 1994, 1997, 2009, 2011, 2013, 2015, 2019 |
| 17     | Spagna               | 1952, 1957, 1959, 1960, 1964, 1967, 1971, 1975, 1976, 1978, 1980, 1991, 1999, 2001, 2003, 2005, 2007             |
| 8      | Inghilterra          | 1923, 1924, 1925, 1927, 1929, 1931, 1939, 1950                                                                   |
| 5      | Montreux             | 1921, 1922, 1934, 1935, 1941                                                                                     |
| 4      | Argentina            | 1989, 1993, 2017, 2024                                                                                           |
| 2      | Herne Bay United     | 1932, 1938 |
| 2      | Italia               | 1935, 1982 |
| 1      | Germania             | 1937 |
| 1      | Stade Bordelais      | 1926 |
| 1      | Faversham            | 1930 |
| 1      | ERC Stoccarda        | 1933 |
| 1      | Monza                | 1946 |
| 1      | Selezione di Lisbona | 1947 |
| 1      | Belgio               | 1951 |
| 1      | Espanyol             | 1953 |
| 1      | Lourenço Marques     | 1958 |
| 1      | Voltregà             | 1961 |
| 1      | Benfica              | 1962 |
| 1      | Barcellona           | 1995 |

## Trofeo Marcel Monney
A partire dal 2003 viene assegnato anche il trofeo Marcel Monney; tale riconoscimento viene attribuito alla squadra che vinca la coppa per tre volte di consecutivamente oppure per cinque volte in totale.
| Numero | Nazionale / Club | 1º trofeo        | 2º trofeo  |
| ------ | ---------------- | ---------------- | ---------- |
| 1      | Portogallo       | 2009, 2011, 2013 | 2015, 2019 |
| 1      | Spagna           | 2003, 2005, 2007 |            |
| 0      | Argentina        | 2017, 2024       |            |